# Kojima Masaya
Masaya Kojima (sinh ngày 9 tháng 11 năm 1997) là một cầu thủ bóng đá người Nhật Bản.

## Sự nghiệp câu lạc bộ
Masaya Kojima đã từng chơi cho Vegalta Sendai.